# Nick Miller
Nick Miller (Mesa, 29 marzo 1987) è un giocatore di football americano statunitense che gioca nel ruolo di wide receiver nella National Football League (NFL) e attualmente è free agent. Non venne scelto al Draft NFL 2009 ma successivamente firmò con gli Oakland Raiders. Al college giocò a football alla Southern Utah University.

## Carriera professionistica

### Oakland Raiders
Miller non fu scelto nel Draft 2009 ma firmò con gli Oakland Raiders. Il 12 settembre 2009 riportò durante un allenamento un infortunio allo stinco che lo costrinse a saltare 15 settimane della stagione regolare prima di esser messo il 30 dicembre definitivamente in lista infortunati.
Dopo essersi ripreso dall'infortunio si guadagnò il posto come kick returner sui punt. Il 10 ottobre 2010 debuttò nella NFL contro i San Diego Chargers.
Il 3 ottobre 2011 venne svincolato.

### St. Louis Rams
Il 6 ottobre 2011 venne acquisito dagli svincolati dai Rams. Chiuse la stagione con 6 partite e un touchdown di 88 yard su ritorno di punt. Il 12 marzo 2012 venne svincolato.

### Philadelphia Eagles
L'8 gennaio 2013, Miller firmò un contratto biennale del valore di 1,36 milioni di dollari con gli Eagles. Il 26 agosto 2013 fu svincolato.

## Statistiche
| Partite totali                   | 17  |
| Partite totali da titolare       | 0   |
| Yard su ricezione                | 48  |
| Touchdown su ricezione           | 0   |
| Yard su ritorni di kick off      | 141 |
| Touchdown su ritorni di kick off | 0   |
| Yard su ritorni di punt          | 404 |
| Touchdown su ritorni di punt     | 1   |

Statistiche aggiornate alla stagione 2012